# Замковий Дмитро Васильович
Дмитро́ Васи́льович Замковий — старший сержант Збройних Сил України, учасник російсько-української війни, який загинув під час російського вторгнення в Україну.

## Нагороди
- орден «За мужність» II ступеня (06.06.2022, посмертно)) — за особисту мужність і самовіддані дії, виявлені у захисті державного суверенітету та територіальної цілісності України, вірність військовій присязі[1];
- орден «За мужність» III ступеня (21.10.2014) — за особисту мужність і героїзм, виявлені у захисті державного суверенітету та територіальної цілісності України, вірність військовій присязі[2].